# Unió de les Repúbliques Àrabs
La Unió de les Repúbliques Àrabs (àrab: اتحاد الجمهوريات العربية, Ittiḥād al-Jumhūriyyāt al-ʿArabiyya), coneguda també com a Federació de les Repúbliques Àrabs, fou una federació fallida creada l'1 de juliol del 1972 amb l'objectiu d'agrupar els Estats de Líbia, Egipte i Síria.
Va ser una iniciativa del coronel Gadafi, que va intentar posar en pràctica des de Líbia els principis del panarabisme. En la conferència de Bengasi d'abril de 1971 entre el dirigent libi i els mandataris d'Egipte i Síria, Sadat i Assad, es va acordar una fusió en termes de relacions internacionals, defensa, economia, ensenyament i informació. Tot i ser aprovada per referèndum a tots tres països el març del 1972, la Unió de les Repúbliques Àrabs no va acabar de ser mai una realitat efectiva a causa del desacord en les condicions precises de la fusió i per la mala sintonia entre els governs dels respectius Estats: de fet, Egipte i Síria van trencar relacions el 1976 després de la intervenció siriana al Líban, i Líbia i Egipte també van veure el 1975 com les seves relacions es deterioraven pels atacs mutus dels caps d'estat respectius. La federació es va dissoldre oficialment el març del 1977.
On sí que es va arribar a una unió va ser en els símbols, ja que tots tres estats van adoptar durant aquest període l'emblema del falcó d'or (conegut com el Falcó de Quraix), que es va col·locar al centre de la bandera amb els colors panàrabs (vermell, blanc i negre).
Cal no confondre aquesta federació amb la República Àrab Unida (1958-1961), que sí que fou una unió política efectiva entre Egipte i Síria durant aquest curt període.